# Westchester Cup 1991
Westchester Cup 1991 — жіночий тенісний турнір, що проходив на відкритих кортах з твердим покриттям Manhattanville College у Вестчестері (США). Належав до турнірів 5-ї категорії в рамках Туру WTA 1991. Відбувсь усьому і тривав з 22 до 28 липня 1991 року. Несіяна Ізабель Демонжо здобула титул в одиночному розряді й отримала 18 тис. доларів США.

## Фінальна частина

### Одиночний розряд
Ізабель Демонжо —  Лорі Макніл 6–4, 6–4

### Парний розряд
Розалін Феербенк /  Ліз Грегорі —  Катріна Адамс /  Лорі Макніл 7–5, 6–4